# Station Mont-Saint-Martin
Station Mont-Saint-Martin (Frans: Gare de Mont-Saint-Martin) was een spoorwegstation in de Franse gemeente Mont-Saint-Martin. Het station was gelegen aan de lijn Longuyon - Mont-Saint-Martin, lijn 6h (Pétange - Mont-Saint-Martin) en tot 2002 aan de Belgische spoorlijn 167 (Y Autelbas - Mont-Saint-Martin).